# 前島密
前島 密（まえじま ひそか、1835年2月4日〈天保6年1月7日〉 - 1919年〈大正8年〉4月27日）は、日本の官僚、政治家、教育者、華族。位階勲等爵位は正二位勲二等男爵。本姓は上野。幼名は房吾郎。名（諱）は巻退蔵、密。通称は来輔。号は如々山翁鴻爪。
越後国出身。日本の近代郵便制度の主要な創設者の一人であり「日本近代郵便の父」と呼ばれ、大蔵省駅逓頭（後の郵政大臣・現総務大臣）、逓信省次官を務めた。今も使われる「郵便」「切手」「葉書」という名称を定めたほか、1円切手の肖像で知られる。また、東京専門学校及び早稲田大学の建学に深く関わり、早稲田大学第2代校長を務め、校賓の名誉を受けている。
早稲田大学正門横にある「早稲田大学教旨」の碑文は、前島密が1915年（大正4年）に揮毫した自筆が元であり、原本は大学に保存されている。

## 人物
出生から幕臣となるまで
越後国頸城郡下池部村（現・新潟県上越市）の豪農上野助右衛門の二男「房五郎」として生を受ける。母は高田藩士伊藤源之丞の妹で、貞子（ていこ）。生後八か月で父助右衛門が亡くなり、4歳の時母に連れられ高田に移住し、7歳頃、糸魚川藩の藩医を務める叔父相沢文仲の勧めで母とともに糸魚川の相沢家に移り、そこで、患者の取り扱いや薬剤の調合などを見聞きし、医書に接する機会を得ることで医学を志すこととなった。10歳となったとき母の下を離れ下池部にいる兄のもとに身を寄せ、高田城下倉石侗窩（安積艮斎の弟子）の漢学塾に通う。1847年（弘化4年）、12歳の時に、蘭学由来の医学を学ぶべく江戸に旅立つ。当初は一関藩に仕える儒学者都沢亨の塾生となり、その後、幕府の官医添田玄斎、続いて同じく幕府の官医長尾全庵の元に身を寄せ、医学の修行をした。
1853年（嘉永6年）、ペリー艦隊が浦賀に来航、フィルモア大統領親書を授受する儀式で応接する役目を担った浦賀奉行井戸弘道の随行員として同行する機会を得、海防・国防の重要性を認識し、医学から海防・国防へと志を転ずる。友人の斡旋により旗本設楽貞晋の屋敷に住むことになった。設楽貞晋の母は大学頭林述斎の娘であり、設楽家には大学頭の蔵書があり、それを閲覧することができた。また設楽貞晋の兄に、後に外国奉行として外国との条約交渉に当たることになる「幕末の三傑」と呼ばれた岩瀬忠震がおり、英語の重要性を諭されるなど啓発を受けた。1856年（安政3年）、海軍学を学ぶために、幕府御船手頭を務める旗本江原桂介の屋敷に移り住み、そこに住む槙徳之進から兵学を学んだ。翌1857年（安政4年）、日本最初の洋式軍艦観光丸が長崎から江戸に回航され、軍艦教授所（後の軍艦操練所）が開設された。同艦の運用長で軍艦教授所の教授となった竹内貞基（卯吉郎）が度々江原邸を訪れたが、竹内は房五郎を大いに励ましたうえで機関学を教授し、観光丸の機械図を与え、房五郎を軍艦教授所の生徒とした。そのうえで観光丸の試運転に規則外の見習生として房五郎を乗船させてくれた。そのような折、箱館の諸術調所で武田斐三郎が同港碇泊の米商船長ボーデッティを招聘し、商船とそれに関する業務を学び、その生徒をも陪席させているとの話を聞きつけ、それに参加すべく1858年（安政5年）3月、箱館行に向かう。このとき遊歴に利ありとして巻退蔵と改名している。箱館では、箱館奉行所の奉行所頭栗本鋤雲を頼り、その紹介で調役山村惣三郎の子源太郎の家庭教師となり、同家に住み込んで武田斐三郎の塾に入門する機会を待った。そして、翌1859年（安政6年）、退蔵はようやく入塾を許されたが、武田は多忙のため教授する時間がなく、ボーデッティも一年前に去ってしまっていた。そこで退蔵はボーデッティの航海書により測法と測器の用法等を独学で学んだ。1860年（安政7年、万延元年）、時勢がますます不穏となる中、退蔵は函館奉行所の向山栄五郎（黄村）に従って江戸に帰還。同年2月、ロシア軍艦対馬占領事件（ポサドニック号事件）が発生、幕府の水野忠徳、小栗忠順等がその折衝に当たっていたが、8月、外国奉行野々山兼寛、外国奉行組頭となった向山栄五郎が対馬に派遣されることになり、退蔵もこれに随行した。
1862年（文久2年）頃より、退蔵は何礼之の下、長崎で留学生活を始め、チャニング・ウィリアムズ（立教大学創設者）やグイド・フルベッキから英学の教えを受けるなどしていた。また、何は長崎奉行所の英語稽古所の学頭であったが、別に家塾を開いており、退蔵はその塾長となっていた。1864年（元治元年）何の協力を得て、苦学生のために瓜生寅と私塾「培社」を崇福寺広福庵に開く。瓜生寅を学長（塾長）として、瓜生震（瓜生寅の弟で海援隊士）、林謙三（のちの安保清康）、高橋賢吉（のちの芳川顕正）、橘恭平（のちの神戸郵便局長）、鮫島誠造（尚信）らと勉学に励む。しかしながら、「培社」の運営は財政上厳しいものがあり、その支援のため紀州藩蒸気船の監督者を勤めている間に金銭問題が生じ塾は閉じた。
1865年（慶応元年）、培社の薩摩藩士鮫島誠造から同藩の開成学校の英語教授として鹿児島に来るよう要請され、鹿児島に赴任、開成学校を監督する地位にあったのが大久保利通であった。彼と歓談した際、航海学と機関学とを修めたのなら薩摩藩の海軍士官にならないかと誘われたが、これを断っている。1年ほど滞在後、城下に反幕の雰囲気が高まる中、退蔵は江戸に戻った。
江戸に戻った退蔵は、旗本平岡凞一の斡旋により、京都見廻組の役にあって死亡した旗本前島錠次郎の跡目として1866年（慶応2年）3月に前島家に養子に入り家督を継いだ。同年11月10日幕府より公式に相続が認められ幕臣となり、前島来助（来輔）と名乗る。そしてこの頃に来助は幕臣清水與一郎の長女奈可と結婚した。
明治政府に出仕するまで
幕臣となった当初は無役であったが、幕府開成所頭取並松本寿太夫より反訳（翻訳）筆記方に欠員が出たため、出仕の要請があり、退蔵はこれに応じ同所に勤務することになった。「漢字御廃止之議」を建議するのはこの頃である。さらに1867年（慶応3年）5月に、開成所の数学教授となった。
兵庫港開港が近いことを知り、開港地の役人として外交事務に携わるべく、兵庫奉行柴田剛中に懇願し、同奉行手付として出仕することとなった。兵庫では、お雇い外国人から税関や保税倉庫の事務といった港湾事務の教授を受ける機会を得、1868年（慶応4年）正月元日に兵庫奉行支配調役に昇進した。しかし、この時期政局は一変しており、前年10月14日に将軍徳川慶喜は大政奉還の上表を朝廷に提出し、12月9日、王政復古の大号令が発せられ、小御所会議にて慶喜に辞官・納地が命じられていた。来助が昇進して間もなくの1月3日鳥羽・伏見の戦いとなり、幕府軍敗北、将軍慶喜が江戸に向かった報が知らされ、兵庫奉行も部下一同を率いて江戸に退去するよう通達され、兵庫奉行は消滅することとなった。
江戸に戻り、平岡凞一の下、勘定役格徒歩目付役となり官軍迎接役として小田原まで出張するが果たせず、勝海舟らとともに慶喜恭順に従い奔走する。敵対する新政府にある旧知の大久保利通に「江戸遷都」を献言したのはこの時期である。
同年閏4月（1868年5月22日）、朝命により徳川宗家の相続が徳川家達にゆるされ、翌5月駿府藩（静岡藩）が成立、来助は、勝海舟などに請われ、家達に仕えるべく静岡に向かった。1869年（明治2年）来助は遠州中泉奉行となり、江戸から移住してくる無禄の士族を収容するため、居住地の整備や授産設備の建設などの職務を担うこととなる。同様の奉行職に渋沢栄一がいる。この時期に、前島は自身を「前島密」と称するようになった。
同年12月20日（旧暦11月18日）、明治政府に、大隈重信が主導して、民部省内に明治政府に必要な制度改革の素案を作成する「改正掛」が設置された。大隈は渋沢を掛長として招聘、1870年1月29日（明治2年12月28日）、前島密もその一員として出仕することとなった。

### 献策・実施した事項
漢字廃止
1866年（慶応2年）に、前島密は「漢字御廃止之議」という建議書を将軍徳川慶喜に提出した。これは「国民の間に学問を広めるためには、難しい漢字の使用をやめるべきだ」という趣旨のもので、日本の国語国字問題について言文一致を提言した歴史的な文献である。前島は青年時代、江戸から帰省したとき、土産の絵草紙と三字経を甥に教えてみて、漢字教育の難しさを痛感し、漢字廃止を思い立ったのに加えて、1862年（文久2年）長崎でチャニング・ウィリアムズから英学の教えを受ける中で、後述の郵便制度に加え、漢字廃止論もウィリアムズから示唆を受けたのである。
前島はその後も、1873年（明治6年）年には全文ひらがなの新聞『まいにちひらがなしんぶんし』を創刊。1899年（明治32年）には帝国教育会の国字改良部長、翌1900年（明治33年）には自ら設立を働きかけた政府の国語調査委員会の会長に就任するなど、この問題に取り組んでいる。郵便制度にも「切手（きって）」「はがき」「手紙（てがみ）」「小包（こづつみ）」「為替（かわせ）」「書留（かきとめ）」などの和語を導入したが、これは一般に使われていなかった言葉の中から相応しいものを採用した結果である。
江戸遷都
明治政府は新しい首都をどこにするか検討している中、1868年（慶応4年）に大久保利通の大阪遷都論を読み、遷都の地は江戸にすべきと大久保に進言した。理由は、大坂は既に商都として成熟しており、遷都する必要性はないが、一方で人口の増えた江戸の経済規模を維持するためには、遷都が必要であること。東国の鎮撫や蝦夷開発の拠点として重要であり、北海道を含めた場合、日本の中心地としては東国が適していること。また、政府・教育機関の建設に大名屋敷の跡地が利用でき、大坂では既に土地が足りないことなどを挙げている。この意見は大久保を動かし、実現することとなる。この年7月に江戸は東京と改められ、9月に天皇は東京へに移動、江戸城は皇居となった。
鉄道敷設の立案
明治政府に出仕して間もない1870年（明治3年）、前島は上司の大隈重信から、鉄道の建設費と営業収支の見積りを作るよう命じられる。当時日本には、その標準となるような資料は全くなかったが、苦心の末に精密な計画案を作り上げた。のちにこれを見た外国人はその的確さに敬服したという。前島はこの案に「鐵道臆測（鉄道憶測）」と名づけた。品川横浜間に鉄道が仮開業したのは1872年（明治5年）5月、新橋横浜間の正式開業は9月のことであった。
郵便創業
1862年（文久2年）、前島は長崎でチャニング・ウィリアムズから英学を学ぶ中で、郵便制度についても学び、後に日本の近代的郵便制度の基礎確立に繋がることとなる。ウィリアムズは、前島に「通信の国家に於けるは、恰も血液の人身に於ける様な者である（中略）通信は即ち血液で、血管は駅逓である（後略）」と説明し、切手の貼られた書状を見せ、切手の持つ役割を教示した。かくして、1871年（明治4年）3月1日（新暦4月20日）、前島密の発議により、東京大阪間で官営の郵便事業が開始される。前島は、大蔵省や内務省の官僚としての仕事をこなしながら、1870年（明治3年）から11年間もの長い間郵政の長として、熱心にこの事業の育成にあたり、その基礎を築いた。そのため「郵便の父」とたたえられている。「郵便」や「郵便切手」などの用語は、彼自身が選択した言葉である。
1875年（明治8年）1月、郵便為替が開始された。前島はイギリスでの経験から郵便創業の翌年、経済拡大には郵便為替の実施が必要だと建議したが運転資金や取り扱い者の技術的な問題もあって採用には至らなかった。しかし前島の熱意により、郵便に遅れることわずか4年でその創始を見ることとなった。同年5月、東京横浜の両地で郵便貯金の取り扱いが開始された。イギリスで郵便貯金が国民の生活や国家の発展に大きな役割を果たしているのを見て、日本でもこれを実施することにしたが、当初は中々一般に理解されず、前島は私金を出して、それを貯金発端金として預けさせるなど奨励には苦心している。
新聞事業の育成
前島は欧米社会を見聞して、広く世間の出来事を伝える新聞が必要なことを痛感し、その発達を助けるために、1871年（明治4年）12月新聞雑誌の低料送達の道を開く。その翌年6月には、自ら出版者を勧誘し、太田金右衛門に『郵便報知新聞』（後の『報知新聞』）を創刊させた。また、1873年（明治6年）には、記事の収集を容易くするため新聞の原稿を無料で送れるようにした。さらに前述のとおり『まいにちひらがなしんぶんし』を発行して、平仮名のみで世の中の出来事を書けることや、知識を広められることを示した。
陸運元会社を創立
江戸時代から陸運業務と併せて信書送達を行なっていた定飛脚問屋（じょうびきゃくどんや）は、郵便事業に強く反対していたが、前島密の説得を受け入れ、1872年（明治5年）6月に日本通運株式会社の前身となる陸運元会社を設立した。この会社は、全国の宿駅に誕生した陸運会社を統合し、郵便輸送を中核として貨物専門の近代的な通運会社として発展した。
海運政策の建議
海運の大切なことに着眼し、函館では自ら廻送業者の手代に加わって、その実務を体験した。その経験を持って、1872年（明治5年）日本帝国郵便蒸気船会社が生まれたのである。1875年（明治8年）大久保利通は、前島密の建言によって、画期的な海運政策を建て、岩崎弥太郎の郵便汽船三菱会社（当時「三菱商会」）を補助して、その政策を進めることとなった。これが今日の日本郵船株式会社の前身である。近代海運はこのときから始まったといわれている。
訓盲院の創立
1876年（明治9年）に視覚障碍者の教育を目指す楽善会に入会した密は、杉浦譲など同志たちとともに私金を出し合い、訓盲院の設立に力を尽くした。1879年（明治12年）に完成した訓盲院は、その後文部省へ移されたが、前島は引き続き同校の役員として、長くその運営発展に力を注いだ。そのため1917年（大正6年）の皇后行啓の際、前島は特に招かれて玉音を受けている。訓盲院は現在の筑波大学附属視覚特別支援学校の前身である。
勧業博覧会の開催
維新後、前島密は静岡藩において開業方物産掛として産業振興に取り組んだ経験を持ち、産業奨励に深い関心があった。大久保利通は前島の主張を取り入れ、勧業博覧会を内務省の所管として、1877年（明治10年）、東京上野で第一回勧業博覧会を開催し、審査官長に命じた。この博覧会は日本の産業発達に大きな影響を与えた。
日本海員掖済会の創立
前島密は、1880年（明治13年）、海員の素質の向上とその保護救済などを目的とする日本海員掖済会を発足させ、その後も長くその発展に尽力し、海員の寄宿と乗船の仲介を行ったまた、海員養成、無料職業紹介、診療事業を行ない、殉難職員の遺族に対する慰藉、海員の養老扶助まで事業を拡大した。
東京専門学校の創立
1882年（明治15年）、早稲田大学の前身、東京専門学校が創立された。この学校は学問の独立を主張する大隈重信の発意で生まれものだが、密はその創立に参画してこれを助けた。その後、1887年（明治20年）に校長に就任し、財政の独立など経営上の困難な問題の解決にあたり、校長を退いたのちも、長く同校の発展のために尽くした。早稲田大学正門横にある「早稲田大学教旨」の石碑の刻字は、前島密の自筆が原本である。また、長女の不二は、高田早苗の夫人となっている。
電話の開始
1890年（明治23年）12月、東京横浜市内とその相互間で初めて電話の交換業務が開始された。電話事業については、1883年（明治16年）以来官営にするか民営にするか議論されていた。前島密は1888年（明治21年）逓信大臣だった榎本武揚の依頼で逓信次官に就任すると、官営に意見を統一し電話事業を開始した。

## 年譜

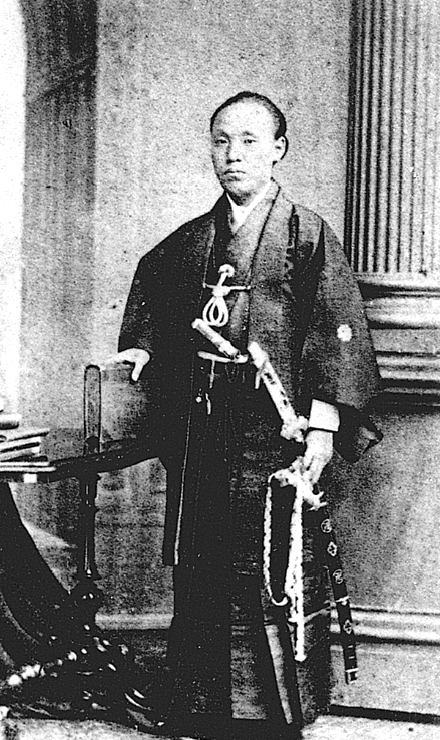
幕末期の前島

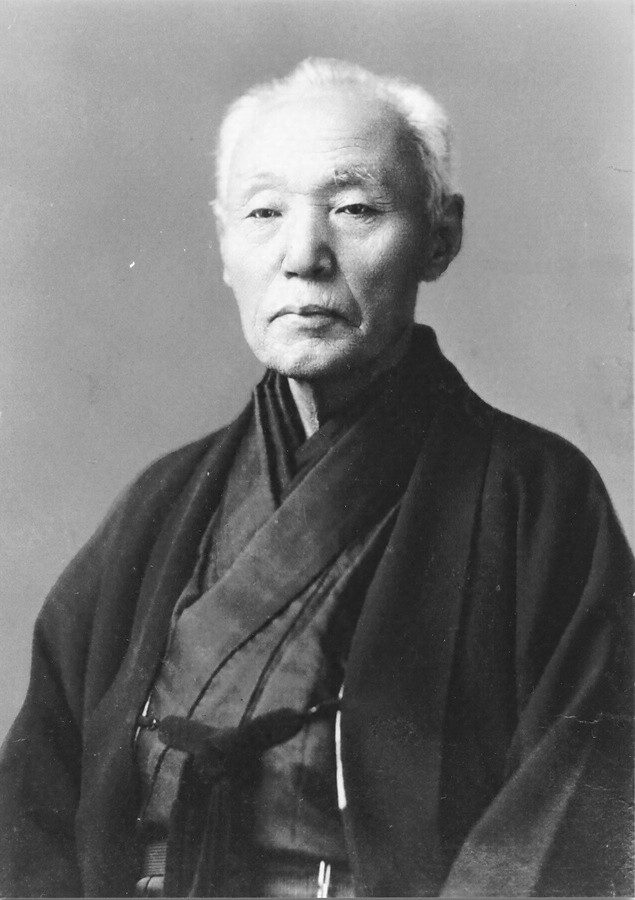
和服姿の前島（1911年〈明治44年〉）

- 1835年（天保6年） - 越後国頸城郡下池部村（現在の新潟県上越市大字下池部）に豪農、上野助右衛門の二男として生まれる。幼名房五郎。父が間もなく亡くなり、母方の叔父糸魚川藩医相沢文仲に養われた。
- 1847年（弘化4年） - 江戸に出て医学を修め、蘭学、英語を学ぶ。
- 1858年（安政5年） - 航海術を学ぶため函館へ赴く。名を巻退蔵と改める。
- 1859年（安政6年） - 武田斐三郎の諸術調所に入る。
- 1861年（文久元年） - ロシア軍艦対馬占領事件処理のために対馬へ赴く外国奉行組頭となった向山栄五郎に随行する[32]。
- 1862年（文久2年） - 長崎で米国聖公会の宣教師チャニング・ウィリアムズ（立教大学創設者）、グイド・フルベッキから英学を学ぶ[32]。
- 1863年（文久3年） - 遣欧使節の通訳となった何礼之の従者として洋行する機会を得て江戸に向かう。しかし、乗船した福岡藩のコロンビア号が故障し、江戸に到着したのは池田筑後守等遣欧使節一行が出発した後であり、洋行は失敗に終わる[32]。
- 1864年（元治元年） - 何礼之が長崎に開いた私塾の塾長となる。苦学生のために瓜生寅と私塾「培社」を崇福寺広福庵に開く。
- 1865年（慶応元年） - 培社の生徒であった鮫島尚信の招きで薩摩藩の洋学校・開成所（幕府直轄の開成所とは異なる）の蘭学講師となる。
- 1866年（慶応2年） - 幕臣前島家の養子となり、家督を継いで前島来輔と名乗る。漢字御廃止之議を将軍・徳川慶喜に提出。幕臣清水与一郎の娘奈何（仲子）と結婚。
- 1867年（慶応3年） - 幕府直轄開成所の数学教授に就任。神戸開港に伴い、兵庫奉行の手付出役として神戸に行き、港の事務に当たる。
- 1868年（慶応4年、明治元年） - 兵庫奉行支配役になり、翻訳方を兼務する。江戸に戻り、勘定役格徒歩目付役になり、平岡一に属し官軍迎接役として小田原まで出張するが果たせず、江戸民生の安寧に努める。大阪まで出向き、大久保利通に江戸遷都を建言する。大政奉還後、駿河藩（静岡県）留守居添役、同本役になり、間もなく同藩公用人になる
- 1869年（明治2年） - 駿河藩浜松添奉行になり同藩遠州中泉奉行になる。後に静岡藩開業方物産掛に。このころ密に改名。この年の暮れに明治政府に召され、民部省九等出仕になり、改正掛に出仕する。
- 1870年（明治3年）3月 - 租税権正、5月には駅逓権正兼任となり、太政官に郵便制度創設を建議。租税権正に任じられた時にはフルベッキから英米の租税法書を借り、またその説を聞くなどして学ぶ[12]。郵便制度視察および鉄道建設借款契約締結のため渡英。
- 1871年（明治4年）8月 - 帰国、駅逓頭に任じられ、郵便制度創設に尽力、日本の近代的郵便制度の基礎を確立。
- 1872年（明治5年） - 陸海元会社（現、日本通運株式会社）、郵便報知新聞（現スポーツ報知）の設立及び刊行に関与。
- 1873年（明治6年） - まいにちひらがなしんぶんしを創刊[33]。
- 1877年（明治10年） - 駅逓局長に任命。第1回内国勧業博覧会審査官長。
- 1878年（明治11年） - 元老院議官を兼任。
- 1879年（明治12年） - 内務省駅逓総監に任じられる。
- 1881年（明治14年） - 明治十四年の政変で辞職し、大隈重信らとともに立憲改進党を創立。
- 1887年（明治20年）9月 - 東京専門学校（現早稲田大学）校長に就任、また関西鉄道会社社長。
- 1888年（明治21年） - 11月請われて逓信次官に、明治24年（1891年）3月まで在職した。官営電話交換制度を実施。
- 1894年（明治27年） - 北越鉄道株式会社の社長に就任、直江津・新潟間の鉄道建設を開始。
- 1902年（明治35年） - 男爵授与。
- 1904年（明治37年）7月10日 - 貴族院男爵議員に選任さる[34][35]。
- 1910年（明治43年）3月10日 - 貴族院男爵議員辞任[36]
- 1919年（大正8年） - 神奈川県三浦郡西浦村大字芦名（現在の横須賀市芦名）の別荘如々山荘にて没。

## 栄典
位階
- 1873年（明治6年）11月17日 - 正五位[37]
- 1888年（明治21年）12月6日 - 従三位[38]
- 1902年（明治35年）7月30日 - 正三位[39]
- 1913年（大正2年）8月20日 - 従二位[40]
- 1919年（大正8年）4月28日 - 正二位[41]

勲章等
- 1889年（明治22年）11月25日 - 大日本帝国憲法発布記念章[42]
- 1902年（明治35年）6月19日 - 男爵[43]
- 1906年（明治39年）4月1日 - 勲二等瑞宝章

## その他
- 東京専門学校校長、議員、評議員、評議員会長を歴任した上、1901年（明治34年）には第一回の基金募集委員長に就任し、早稲田大学で最初の募金事業の陣頭指揮を執っている。1925年（大正14年）、早稲田大学校賓。前島彌と親子2代に渡って、早稲田大学校賓に推されている[44]。
- 大久保利通らが当初進めていた大阪遷都に対し江戸遷都を建白した事でも知られる。
  - 紀尾井坂の変にて事件直後に駆け付け、そこで目撃した大久保の遺体を「肉飛び骨砕け、又頭蓋裂けて脳の猶微動するを見る」と生々しく表現している。
- 日本海員掖済会の委員長・会長である赤松則良を助け、同会の副委員長（1889年〈明治22年〉-1891年〈明治24年〉）・副会長（1891年〈明治24年〉 - 1905年〈明治38年〉）・理事会長（1905年〈明治38年〉-1910年〈明治43年〉）を務めた。
- 前島は晩年を別荘「如々山荘」で過ごし、如々山翁を称した。この別荘は三浦半島西海岸の、現横須賀市芦名二丁目にある浄土宗寺院、浄楽寺の境内にあった。前島夫妻の墓所も浄楽寺境内にある。また、前島の胸像と一体になった御影石製記念郵便ポスト（使用可）がある[45][46]。郵政民営化を断行した小泉純一郎の選挙区（神奈川県第11区）内である。墓碑は雑司ヶ谷霊園にもある。

## 切手

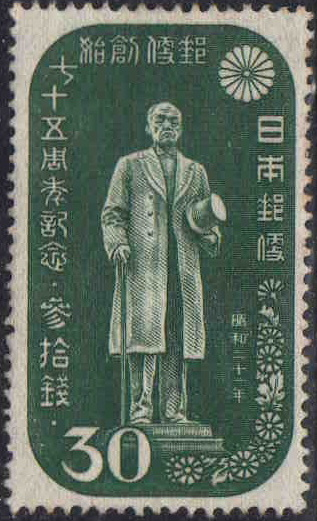
郵便創始75周年記念切手 （昭和21年発売）
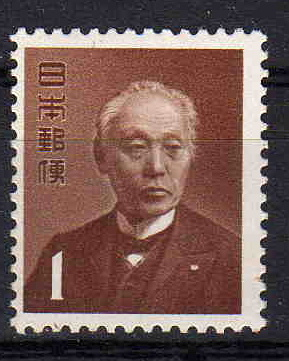
1円普通切手 （昭和27年発売）

日本における近代郵便制度の父として、現行の1円普通切手に前島の肖像が描かれているほか、いくつかの記念切手にも彼の肖像が描かれている。
他の日本の切手が頻繁にデザインを変更している中、前島の肖像が描かれている1円切手だけは昭和22年（1947年）の初発行以来、文字などに若干の調整があるほかは一度も基本のデザインが変更されていない。日本郵便も、1円切手の前島の肖像だけは今後も変更することはないと公式に発表している。
令和3年（2021年）4月14日に日本郵便のマスコットキャラクター「ぽすくま」をデザインした1円切手が1億枚限定で発行されたが、現行の前島1円切手も継続して販売される。

### 普通切手
- 15銭（昭和21年（1946年）11月20日発売）
- 1円
  - 昭和22年（1947年）8月10日発売
  - 昭和26年（1951年）4月14日発売 - 意匠変更
  - 昭和27年（1952年）8月11日発売 - 銭位省略
  - 昭和43年（1968年）1月10日発売 - 刷色変更、文字列「NIPPON」追加
  - 平成22年（2010年）12月1日発売 - 額面と「NIPPON」の書体変更[49]
  - 平成27年（2015年）2月2日発売 - 額面と「NIPPON」の位置を入れ替え、書体変更[50]

### 記念切手
- 1銭及び3銭、万国郵便連合加盟50年（昭和2年（1927年）6月20日発売）
- 30銭、郵便創始75周年、前島密像（昭和21年（1946年）12月12日発売）
- 10円、郵便90年（昭和36年（1961年）4月20日発売）
- 60円、前島密生誕150年、郵便駅逓寮と前島密（昭和60年（1985年）6月5日発売）
- 80円、郵便切手の歩みシリーズ第1集竜切手　竜切手と前島密、四種（平成6年（1994年）8月10日発売） - 竜切手は、四十八文、百文、二百文、五百文の四種類
- 80円、民営会社発足記念（郵政史）シート内の一種（平成19年（2007年）10月1日発売）
- 500円、「郵便創業 150 年切手帳（特別版）」（令和3年（2021年）8月25日発売） - 赤・緑・青・紫・桃・黄の各1枚、世界初の和紙シール切手用紙[51][52]

## 著作
- 市野弥三郎 編『鴻爪痕』前島弥、1920年4月。
- 市島謙吉 編『鴻爪痕 前島男爵略歴郵便創業談』市島謙吉、1922年5月。NDLJP:986504。
- 遞信協会 編『郵便創業談 郵便の父前島密遺稿集』遞信協会、1936年12月。
- 佐々木元勝 編『郵便創業談』逓信協会郵便文化部、1951年3月。
- 『鴻爪痕』（改訂再版）前島会、1955年12月。
- 前島勘一郎 編『前島密自叙伝』前島密伝記刊行会、1956年3月。
- 前島勘一郎 編『前島密郵便創業談』前島密伝記刊行会、1956年3月。
- 『福沢諭吉・渋沢栄一・前島密』平凡社〈日本人の自伝 1〉、1981年4月。
- 郵政省逓信博物館 編『日本郵便の父前島密遺墨集』郵政省逓信博物館〈郵政省逓信博物館資料図録 別冊2〉、1986年8月。
- 『前島密 前島密自叙伝』日本図書センター〈人間の記録 21〉、1997年6月。ISBN 9784820542629。
- 『日本海員掖済会沿革小史稿』日本海員掖済会、2001年10月。
- 『鴻爪痕 前島密伝』通信文化協会博物館部監修（復刻版）、鳴美、2017年8月。ISBN 9784863550667。

## 親族
- 妻：奈何（仲子、幕臣清水与一郎の娘）
- 子
  - 長男：前島弥（わたる、実業家、男爵）[53]
  - 長女：不二（高田早苗夫人）[53]
  - 二女：起久（松島鉦四郎（地質学者）夫人）[53]
  - 三女：睦子（市瀬恭次郎夫人）[53]
  - 四女：由理（吉澤義則夫人）[53]
- 孫：前島勘一郎（貴族院男爵議員、弥長男）[53]
- 曾姪孫：三宅裕司(コメディアン、俳優、タレント、司会者、甥か姪の孫)

## 伝記
- 萩原達『前島密 日本郵便の父』通信教育振興会、1947年9月。
- 小田嶽夫『前島密』前島密顕彰会、1958年2月。
- 山口修『前島密』（新装版）吉川弘文館〈人物叢書〉、1990年5月。ISBN 9784642051910。
- 橋本輝夫『時代の先駆者前島密 没後80年に当たって』ていしんPRセンター、1999年6月。
- 総務省郵政研究所附属資料館 編『前島密一代記 郵政事業の創始者前島密の人生と業績』総務省郵政研究所附属資料館（逓信総合博物館）〈資料図録 第53号〉、2001年3月。
- 小林正義『みんなの郵便文化史 近代日本を育てた情報伝達システム』にじゅうに、2002年3月。ISBN 9784931398207。
- アチーブメント出版編集部 編『便生録 「前島密郵便創業談」に見る郵便事業発祥の物語』日本郵政公社郵便事業本部監修、アチーブメント出版、2003年4月。ISBN 9784902222005。
- 童門冬二『小説 前島密 天馬 陸・海・空を行く』郵研社、2004年4月。ISBN 9784946429538。
- 加来耕三『〈郵政の父〉前島密と坂本龍馬』二見書房、2004年12月。ISBN 9784576042206。
- 小林正義『知られざる前島密 日本文明の一大恩人』郵研社、2009年4月。ISBN 9784946429200。
- 井上卓朗『前島密 創業の精神と業績』通信文化協会監修、鳴美、2017年8月。ISBN 9784863550667。
- 加来耕三『明治維新の理念をカタチにした前島密の構想力』つちや書店、2019年5月。ISBN 9784806916703。

## 登場する作品

### テレビドラマ
- 青天を衝け（2021年NHK大河ドラマ。役者：三浦誠己）第29回に郵便制度の創設がある。

### 小説
- ゆうびんの父（門井慶喜・作、藤原徹司・画、2022年 - 2023年神奈川新聞他連載[54][55][56]、2024年単行本発刊、ISBN 9784344042575[57]、）- 前島密の人生と郵便制度誕生のドラマを描く[58]。